# Syntrichura virens
Syntrichura virens là một loài bướm đêm thuộc phân họ Arctiinae, họ Erebidae.